# Comte George Raphaël Béthenod de Montbressieux
Comte George Raphaël Béthenod de Montbressieux (pseudonim: Raph, Georges Raph, ur. 8 lutego 1910 roku w Buenos Aires, zm. w 16 czerwca 1994 roku w Neuilly-sur-Marne) – francuski kierowca wyścigowy. Posiadał również argentyńskie obywatelstwo.

## Kariera
W swojej karierze wyścigowej de Montbressieux poświęcił się startom w wyścigach Grand Prix oraz w wyścigach samochodów sportowych. W latach -19381939 roku Francuz był klasyfikowany w Mistrzostwach Europy AIACR. W pierwszym sezonie startów z dorobkiem 28 punktów uplasował się wówczas na czternastej pozycji w klasyfikacji generalnej. Rok później został sklasyfikowany na ósmej pozycji. Poza tym startował również w wybranych wyścigach AAA Championship Car. W 1947 roku odniósł zwycięstwo w Grand Prix Nantes.